# Maryna Zujewa
Maryna Arturauna Zujewa (biał. Марына Артураўна Зуева; ros. Марина Артуровна Зуева, Marina Arturowna Zujewa; ur. 20 marca 1992 w Mińsku) – białoruska łyżwiarka szybka, olimpijka z Pjongczangu 2018 i z Pekinu 2022, brązowa medalistka mistrzostw Europy.
Uprawia także wrotkarstwo szybkie, startując na mistrzostwach świata, oraz kolarstwo szosowe, w którym została wicemistrzynią Białorusi.

## Wyniki

### Igrzyska olimpijskie
| Rok  | Gospodarz  | 1500 m | 3000 m | 5000 m | bieg masowy | bieg drużynowy |
| ---- | ---------- | ------ | ------ | ------ | ----------- | -------------- |
| 2018 | Pjongczang | —      | 11     | 7      | 6           | —              |
| 2022 | Pekin      | 23     | 16     | 9      | 7           | 7              |

### Mistrzostwa świata na dystansach
| Rok  | Gospodarz      | 1500 m | 3000 m | 5000 m | bieg masowy | bieg drużynowy |
| ---- | -------------- | ------ | ------ | ------ | ----------- | -------------- |
| 2015 | Heerenveen     | —      | 14     | —      | 9           | —              |
| 2016 | Kołomna        | —      | 19     | —      | 14          | —              |
| 2017 | Gangneung      | —      | 14     | 10     | 6           | —              |
| 2019 | Inzell         | —      | 9      | 9      | 11          | —              |
| 2020 | Salt Lake City | 20     | 9      | 4      | 8           | —              |
| 2021 | Heerenveen     | —      | 12     | 8      | 7           | 6              |

### Mistrzostwa świata w wieloboju
| Rok  | Gospodarz | wielobój |
| ---- | --------- | -------- |
| 2015 | Calgary   | 21       |
| 2016 | Berlin    | 21       |
| 2017 | Hamar     | 19       |
| 2019 | Calgary   | 7        |
| 2020 | Hamar     | 24       |

### Mistrzostwa Europy w wieloboju
| Rok  | Gospodarz  | wielobój |
| ---- | ---------- | -------- |
| 2015 | Czelabińsk | 12       |
| 2016 | Mińsk      | 12       |

### Mistrzostwa Europy na dystansach
| Rok  | Gospodarz  | 3000 m | bieg masowy | bieg drużynowy |
| ---- | ---------- | ------ | ----------- | -------------- |
| 2020 | Heerenveen | 6      | 9           | brąz           |
| 2022 | Heerenveen | 6      | 6           | 4              |